# 4e division légère mécanique
Pour les articles homonymes, voir 4e division.
La 4e division légère mécanique (4e DLM), est une unité française de cavalerie motorisée. Créée début juin 1940 par transformation de la 1re division légère de cavalerie, elle combat jusqu'à la fin des combats de la Bataille de France, le 25 juin 1940.

## Historique
La création d'une 4e DLM est prévue pour juillet 1940. Elle devait être constituée du 3e et du 7e régiment de cuirassiers (régiments de combat), du 10e régiment de cuirassiers (régiment de découverte), du 7e régiment de dragons portés et du 75e régiment d'artillerie. La création est annulée à la suite du début de la bataille et ses éléments, incomplets, rejoignent d'autres unités : 3e et 10e cuirassiers et 7e dragons portés à la 4e division cuirassée et 7e cuirassiers comme unité indépendante (groupement De Langle).
La 4e DLM est finalement constituée à partir de la 1re DLC. Elle est constituée ainsi :
- deux régiments portés sur camions GMC ACK 353 : 1er régiment de chasseurs portés et 5e régiment de dragons portés[2] ;
- 1er régiment d'automitrailleuse avec trois escadrons mixtes automitrailleuses et motocyclistes (treize AMD 35 Panhard[3]) ;
- un groupe d'escadrons (groupe d'escadrons de La Roche[4], ex-19e régiment de dragons[3]), avec un escadron de 10 chars Hotchkiss H35 et un autre de 10 chars Somua S35[2] ;
- un régiment d'artillerie réduit, le 75e régiment d'artillerie[2].

Très réduite dès sa création (seulement 25 blindés), la 4e DLM rejoint la 7e armée le 10 juin, cinq jours après l'offensive allemande lancée sur la ligne Weygand. Elle combat sur la Marne, la Seine puis la Loire, avant de terminer la guerre dans la Creuse.